# Philenoptera cyanescens
Philenoptera cyanescens là một loài thực vật có hoa trong họ Đậu. Loài này được (Schum. & Thonn.) Roberty miêu tả khoa học đầu tiên.